# Deadweight loss
In de economie is een deadweight loss (ook wel welvaartsverlies of excess burden (of taxation) genoemd) een permanent verlies van sociale welvaart dat kan voorkomen wanneer het evenwicht van een goed of dienst niet pareto-optimaal is.

## Deadweight loss bij pareto-inefficiëntie
Deadweight loss kan veroorzaakt worden door monopolieprijzen, externaliteiten of door belastingen en subsidies.
We tonen dit aan met een voorbeeld: Veronderstel dat de marginale kosten van een spijker € 0,10 bedragen, terwijl de vraagcurve naar spijkers uniform verdeeld is tussen € 1,10 en € 0. De monopolist kan spijkers voor om het even welke prijs tussen € 0,10 en € 1,10 verkopen. Zijn winst is echter het grootst wanneer hij een vaste prijs stelt op € 0,60, omdat daar de marginale opbrengst even hoog is als de marginale kosten. Het gevolg van deze prijsstelling is dat mensen die bereid waren meer dan € 0,10, maar niet meer dan € 0,59 te betalen, geen spijkers zullen kopen. Wanneer voor de door hen theoretisch geboden prijs een transactie met de monopolist tot stand zou komen, zouden zij een voor hen betere situatie verkregen hebben zonder de monopolist of iemand anders er slecht bij te laten varen. De situatie met de door de monopolist op € 0,60 vastgestelde prijs is derhalve pareto-inefficiënt.

## Deadweight loss volgens Hicks en Marshall
Men kan een onderscheid maken tussen het deadweight loss van John Hicks en dat van Alfred Marshall. Marshall verbindt deadweight loss met het concept van consumentensurplus, zodat het aangetoond kan worden dat het Marshalls deadweight loss nul is, waar de vraag volkomen elastisch of het aanbod volkomen inelastisch is. Hicks analyseerde de situatie met behulp van indifferentiecurven en hij kwam tot de conclusie dat wanneer Marshalls vraagcurve volkomen inelasticiteit laat zien, een beleid of een economische situatie die een vervorming in relatieve prijzen veroorzaakt ook een inkomenseffect zal hebben dat te beschouwen is als een deadweight loss.

## Andere voorbeelden van deadweight loss
Deadweight loss kan gezien worden als het vernietigen van een gegeven hoeveelheid van goederen of diensten. Soms wordt natuurlijke verspilling (zoals het lekken van een waterleiding) ook als deadweight loss gezien.
Bij een aftrekpost of subsidie bedoeld om bepaald gedrag te bevorderen is deadweight loss het voordeel toegekend aan degenen die dat gedrag toch al vertoonden of van plan waren.